# Simão Sessim
Simão Sessim, né le 8 décembre 1935 à Rio de Janeiro et mort le 16 août 2021 dans la même ville, de complications liées au Covid-19,, est un homme politique brésilien.